# Nine Inch Nails
Nine Inch Nails, známí také pod zkratkami NIN či NIИ, je Industrial rocková kapela založená v Clevelandu v roce 1988 frontmanem a stálým členem Trentem Reznorem. Sám Reznor, zpěvák, producent a multiinstrumentalista, je při živých vystoupeních doprovázen regulérní kapelou.
Hudební styl Nine Inch Nails je velmi různorodý, bývají řazeni mezi industriální rock, alternativu, synthpop apod. Některé skladby jsou čistě instrumentální a daly by se označit jako dark ambient (Ghosts I–IV). Mezi hudebníky, kteří v Nine Inch Nails hráli či hrají patří Robin Finck, Jerome Dillon, Dave Grohl, Danny Lohner, Jeff Ward, Charlie Clouser či Alex Carapetis, Chriss Vrenna, James Wooley, Richard Patrick, Martin Atkins, Jeordie Osbourne White (Twiggy Ramirez), Allesandro Cortini, Aaron North či Josh Freese.
V rámci mnoha svých turné Nine Inch Nails procestovali celý svět. Zejména v období alb Broken až The Downward Spiral se odlišovali svým destruktivním chováním na koncertním pódiu, kdy nezřídka kompletně zničili některé hudební nástroje. Jedním z důvodů byla drogová a alkoholická závislost Trenta Reznora. Ten také s alkoholem a kokainem v roce 2001 definitivně skončil.
Nine Inch Nails se do Česka podívali celkem pětkrát. Poprvé vystoupili v roce 1994 v Lucerně, poté v roce 2007 na Zimním stadionu Eden, dále v roce 2009 v O2 Aréně, v roce 2014 ve fóru Karlín a naposledy v roce 2018 na festivalu Aerodrome.
V roce 2017 vydali Nine Inch Nails desku Add Violence, které hudební web iReport.cz udělil kladné hodnocení ve formě čtyř hvězdiček z pěti.

## Hudební styl a texty písní
Steve Huey ze serveru Allmusic uvádí, že „Nine Inch Nails jsou nejpopulárnější industriální skupinou všech dob a jsou do značné míry zodpovědní za zprostředkování tohoto žánru širokému okruhu posluchačů.“ Reznor sice svou tvorbu nikdy nenazýval industriální hudbou, ale přiznal, že si některé techniky vypůjčil například od skupin Throbbing Gristle nebo Test Dept., tedy jedněch z prvních uskupení industriálního žánru. V praxi se toto označení pro Reznorovu tvorbu ujalo i navzdory odlišnostem od skupin, které se k žánru opravdu hlásily. V rozhovoru pro časopis Spin Reznor přiznal, že jeho píseň „Down In It“ byla výrazně ovlivněna ranou tvorbou skupiny Skinny Puppy, především pak skladbou „Dig It“; v tomtéž rozhovoru označil některé skladby z alba Pretty Hate Machine jako synthpop. Kritik Steve Cooper ve své recenzi The Fragile poznamenal, že se na tomto albu vedle sebe objevují velice rozličné žánry jako například klavírní sólo ve skladbě „The Frail“ nebo prvky drum and bass ve „Starfuckers, Inc.“
Některé hudební prvky a techniky můžeme nalézt napříč celou tvorbou Nine Inch Nails. Skladby jako např. „Wish“ a „The Day the World Went Away“ využívají terasovité dynamiky. Reznorův zpěv vykazuje podobné znaky a nezřídka přechází z šepotu do křiku. Často také bývá pozměněn pomocí software, což je zjevné např. ve „Starfuckers, Inc.“ a „Burn“. V hudební tvorbě skupiny můžeme také občas narazit na komplexní rytmické kombinace, především v písních „The Collector“ z alba With Teeth a koncertní stálici „March of the Pigs“. Reznor ve svých skladbách pravidelně využívá šum a zkreslení a nezřídka v nich najdeme disonanci a chromatické melodie a/nebo harmonie. Všechny tyto techniky můžeme slyšet ve skladbě „Hurt“, v jejíchž verších hraje kytara vysoce disharmonický tritón. „Closer“ končí chromatickým hlavním motivem alba The Downward Spiral. Ten se na albu objeví vícekrát v několika variacích. Nejprve zazní hraný na varhany v druhém verši písně „Piggy“, poté v refrénech „Heresy“ v podobě kytarou hraných power akordů, obrácená (vzestupná) verze je použita několikrát napříč „A Warm Place“ a nakonec se opět objeví chromatické podobě v „The Downward Spiral“. Na albu The Fragile Reznor opět využil techniku hudebního motivu, který se na albu objevuje opakovaně v různých podobách – například hraný na odlišný hudební nástroj, s transponovanou harmonií nebo v různých tempech. Mnoho písní na albu Year Zero má delší, čistě instrumentální konec (například u skladby „The Great Destroyer“ zabírá tato část prakticky polovinu z celkové 3minutové stopáže). Server Allmusic se ve své recenzi tohoto alba, které vznikalo převážně na noteboocích, vyjádřil následovně: „kytary kvílí v obklopení zvukových záseků, pípnutí a puchýřů rozostřených sonických úderů. Perkuse zní obrovsky, zkresleně, organicky, smyčkovitě, pošlapaně a zničeně.“
Motivy textů skladeb Nine Inch Nails se nejčastěji týkají rozkrývání temných lidských stránek, ať už se jedná o osobní problémy, společnost, náboženství, existencialismus, dekonstruktivismus nebo příležitostně politiku. Posledně jmenované téma je kriticky prozkoumáno na Year Zero. Tři alba Nine Inch Nails jsou tzv. konceptuání alba. The Downward Spiral, navazující The Fragile a výše zmiňované Year Zero. With Teeth (tehdy stále ještě pod pracovním názvem Bleedthrough) mělo původně být také konceptuální album o nikdy nekončícím snu odehrávajícím se v realitě, ale Reznor tuto myšlenku nakonec z alba odstranil.

## Vliv a hudební odkaz

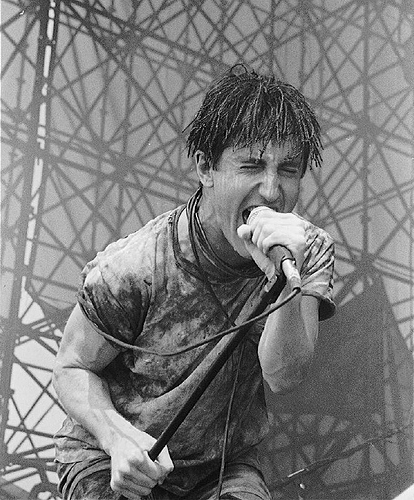
Reznor v roce 1991 na festivale Lollapalooza

Nine Inch Nails ovlivnili celou řadu nových umělců. O některých z nich se Trent Reznor vyjádřil jako o „nevýrazných napodobeninách“ (převážně kapely navazující na Reznorovu popularitu v první polovině 90. let), ale u některých mladších kapel ocenil jejich „upřímnější, méně imitující“ styl. Po vydání The Downward Spiral si začali vlivu Nine Inch Nails všímat i umělci z tradičního proudu: například David Bowie přirovnal vliv Reznora ke kapele The Velvet Underground. Bob Ezrin, producent umělců jako Pink Floyd, Kiss, Alice Cooper nebo Peter Gabriel v roce 2007 popsal Reznora jako „nefalšovaného vizionáře“ a poradil začínajícím umělcům, ať se inspiují jeho nekompromisním přístupem k umělecké tvorbě.
Při spolupráci Reznora a Dave Grohla (frontman Foo Fighters a bubeník rozpadlé Nirvany) na albu Sound City: Real to Reel Grohl prohlásil, že Trent je jeden z nejgeniálnějších lidí, jaké kdy potkal.
NIN obdrželi 4 ocenění z celkového počtu 25 nominací. Patří mezi ně dvě Ceny Grammy za skladby „Wish“ a „Happiness in Slavery“ z let 1993 a 1995 a dvě ocenění časopisu Kerrang!, přičemž jedno z nich je ocenění s názvem Kerrang! Icon z roku 2006, které kapela získala za celkový přínos od roku 1988 a dlouhotrvající vliv na rockovou hudbu. Skupina také obdržela devět nominací na ocenění MTV Video Music Awards za řadu svých videoklipů: patří mezi ně dvě nominace za klip ke skladbě „Closer“ a pět nominací za klip ke skladbě „The Perfect Drug“ včetně ocenění Video of the Year (Videoklip roku).
V roce 1997 se Reznor dostal na seznam nejvlivnějších osobností časopisu Time a magazín Spin jej označil jako „nejdůležitějšího hudebního umělce“ (tehdejší doby). Podle organizace Recording Industry Association of America se ve Spojených státech prodalo 10,5 milionu kopií alb skupiny, což odpovídalo asi polovině z celkového tehdejšího množství prodaných alb skupiny. V roce 2003 umístil magazín Rolling Stone album The Downward Spiral na 200. příčku žebříčku 500 nejlepších alb všech dob z roku 2003 a v následujícím roce se Nine Inch Nails umístili na 94. příčce v žebříčku 100 nejlepších umělců všech dob.

## Členové
- Trent Reznor
- Atticus Ross

### Členové pro živé vystoupení
- Robin Finck – kytara, klávesy, vokály (1994–1995, 1999–2000, 2008–2009, 2013–dosud)
- Alessandro Cortini – klávesy, syntezátory, baskytara (2004–2008, 2013–dosud)
- Ilan Rubin – bicí (2009, 2013–dosud)

### Bývalí členové
- Martin Atkins (1991–1992)
- Wes Borland (2004)
- Alex Carapetis (2005)
- Charlie Clouser (1994–2001)
- Alessandro Cortini (2004–2008)
- Jerome Dillon (1999–2005)
- Rich Fownes (2008)
- Josh Freese (2005–2008)
- David Haymes (1990)
- Danny Lohner (1994–2003)
- Lee Mars (1990-1991)
- Kevin McMahon (Nights Of Nothing, 1996)
- Ron Musarra (1988)
- Aaron North (2005–2007)
- Richard Patrick (1989–1993)
- Chris Vrenna (1988–1997)
- Jeff Ward (1991)
- James Woolley (1991–1994)
- Justin Meldal-Johnsen (2008–2009)
- Josh Eustis (2013)

## European Tour 2007 a European Summer Tour 2007
Nine Inch Nails vyrazili 10. února 2007 na své evropské turné. Dvouměsíční koncertní turné obsahovalo kolem čtyřiceti koncertů po celé západní a severní Evropě (města jako Mnichov, Lisabon...). Sestava kapely byla stejná, jako při předchozím With_Teeth tour (tj. Aaron North, Jeordie Osbourne White aka Twiggy Ramirez, Josh Freese a Alessandro Cortini). Při prvním koncertu v Lisabonu byla představena poprvé v historii NIN skladba „Last“, která si svou živou premiéru odbyla po patnácti letech od vydání na EP Broken. Později se premiéry dočkaly skladby z nového alba Year Zero, jako např. „Survivalism“, „The Great Destroyer“, „Me, I'm Not“ atd.
Během letního evropského turné, které začalo 1. srpna 2007, zavítala kapela do východní Evropy a Asie. Nine Inch Nails hráli premiérově v Rusku, Číně, Izraeli, Maďarsku a na Slovensku. Po třinácti letech také zavítali do České republiky (13. srpna 2007, zimní stadion Slavia), den předtím hráli v Bratislavské Incheba Expo Aréně. Turné ukončili v australském Sydney. V ČR opět vystoupili 24.6.2009 v pražské O2 Areně.

## Diskografie
- Pretty Hate Machine (1989)
- Broken (EP, 1992)
- The Downward Spiral (1994)
- The Fragile (1999)
- With Teeth (2005)
- Year Zero (2007)
- Ghosts I-IV (2008)
- The Slip (2008)
- Hesitation Marks (2013)
- Not the Actual Events (EP, 2016)
- Add Violence (EP, 2017)
- Bad Witch (2018)
- Ghosts V: Together (2020)
- Ghosts VI: Locusts (2020)